# Homalium decurrens
Homalium decurrens är en videväxtart som först beskrevs av Eugène Vieillard, och fick sitt nu gällande namn av Briquet. Homalium decurrens ingår i släktet Homalium och familjen videväxter. Inga underarter finns listade i Catalogue of Life.